# Escritores irlandeses muertos
Escritores irlandeses muertos es el décimo quinto capítulo de la tercera temporada de la serie dramática El Ala Oeste.

## Argumento
Se celebra una fiesta en la Casa Blanca: el cumpleaños de la primera dama. Pero será un evento agridulce para Abigail Bartlet puesto que puede perder su Licencia de Medicina durante un año. Uno de los miembros de la comisión que debe estudiar su caso – cuando medicaba irregularmente a su marido – es conocido suyo y quiere abandonar el puesto. Finalmente, el propio Presidente intercederá por ella, llamándolo para que cambie de opinión. Abbey decidirá entonces asumir su culpa, como ya hizo su esposo, y renunciar a la licencia durante el tiempo que habite la Casa Blanca.
Mientras, el embajador del Reino Unido, Lord John Marbury presenta su queja por la futura reunión entre el Presidente y el líder del Sinn Féin, a quien considera un terrorista. Tras dialogar del caso con Leo – a quien sistemáticamente, en broma, llama Gerald – este le pide a Toby que hable con él. Ambos estudiarán el caso, y finalmente el embajador dará su brazo a torcer, aceptando la invitación, por el bien de la paz en el Ulster (Irlanda del Norte). Aun así, de puertas hacia fuera debe estar en contra.
Por su lado, Sam se entrevista con el Doctor Dalton Millgate, antiguo profesor de Física suyo. Este, con un cáncer terminal, quiere ver construido un gran Acelerador de partículas en los Estados Unidos. Pero el primero le contará que un proyecto así se enfrenta a la dura negativa del senador Demócrata Jack Enlow. Tras hablar con este último, con quien no se lleva muy bien, Sam conseguirá su voto a favor, aunque será advertido de los problemas que tendrá con la Comisión de Presupuestos.
Por último, la condición de Ciudadana Americana de Donna es puesta en duda. Esto le impadirá en un principio ir a la Fiesta de Cumpleaños de la primera dama. Tras algunas gestiones de Inmigración, podrá asistir e incluso emborracharse con la mujer del Presidente, C.J. y Amy Gardner. En la sorpresa final, todos cantarán el himno de Canadá de donde es realmente Donna.

## Curiosidades
- Roz Wolfe, oficial superior de Canadá en el consulado en Los Ángeles felicitó a los miembros del equipo por el final del episodio, cantando todos el himno de su país.

## Premios
- Nominación al Mejor Actriz de Reparto para Stockard Channing (Premios Emmy)[1]
- Nominación a la mejor Serie Dramática (Premios Emmy)[1]

## Enlaces
- Enlace al Imdb
- Guía del Episodio (en inglés)